# Cupid (DC Comics)
Cupid est un personnage de fiction de l'univers DC Comics, créé par Andrew Kreisberg et David Baron. Elle fait sa première apparition dans l'univers du comics dans Green Arrow/Black Canary #15. C'est une vilaine et ennemie de Green Arrow et de Black Canary .

## Biographie
Carrie Cutter alias Cupid est une super-vilaine folle qui tue pour attirer son héros vert, Green Arrow. Elle utilise un arc et elle sait se servir d'une arbalète. Elle utilise des flèches principalement qui drogue ses victimes. C'est aussi une adversaire de Black Canary.

## Apparition
- Arrow
  - L'actrice suédoise Amy Gumenick prête les traits du personnage au cours de la saison 3 dans les épisodes 6,7 de la série Arrow. Elle incarne une ancienne membre du SWAT complètement folle amoureuse d'Arrow depuis que ce dernier l'a sauvé pendant l'attaque de Slade (saison 2). Pour attirer son attention, elle va déguiser sa victime comme son grand amour. À l'issue de l'épisode, elle est arrêtée par Arrow. Ce dernier jugeant qu'elle n'avait pas sa place en prison du fait de ses capacités elle intègre la Suicide Squad de l'ARGUS. Dans l'épisode 17 de la saison 3, Amanda Waller introduit Cupid. Accompagnée de Diggle et Lyla elle fait équipe avec Deadshot afin de sauver le sénateur Joseph Cray, pris en otage dans la République de Kasnia.
  - Abattue par la mort de Deadshot, elle se met à tuer des couples venant de se marier dans la quatrième saison, mais finit par être arrêtée.